# Puente Vittorio Emanuele II
El Puente Vittorio Emanuele II (en español, puente Víctor Manuel II) es un puente de Roma construido según diseños de 1886 por el arquitecto Ennio De Rossi. La construcción se retrasó y no se inauguró hasta 1911. 
El puente cuyo nombre refiere al rey Víctor Manuel II de Italia, primer rey de Italia, está formado por tres arcos y mide 108 metros de largo.
El puente cruza el río Tíber y conecta el centro histórico de Roma con el rione (distrito) Borgo y la Ciudad del Vaticano, cerca de lo que queda del antiguo Pons Neronianus.
El puente es la continuación de la avenida Corso Vittorio Emanuele, una calle diseñada junto con el puente en 1886 para ser el eje principal que atraviesa la Roma antigua de este a oeste uniendo el nuevo barrio en construcción al otro lado del río, Prati con la plaza del Gesù y la Piazza Venecia donde confluyendo con la via del Corso, el eje norte-sur de la ciudad vieja, se inauguró también en 1911 el Monumento a ese mismo rey, padre de la unificación de Italia, también conocido como Altar de la Patria.
Está decorado en los extremos con altos zócalos que llevan colosales Victorias aladas de bronce y sobre cada uno de los pilares con enormes grupos escultóricos alegóricos de travertino.